# Championnat de France féminin de football de deuxième division 1999-2000
Navigation
Édition précédente Édition suivante
Le National 1B 1999-2000  est la 12e édition du championnat de France féminin de football de seconde division. 
Le deuxième niveau du championnat féminin oppose trente clubs français répartis en trois groupes de dix clubs, en une série de dix-huit rencontres jouées durant la saison de football. En fin de saison, les meilleures équipes de chaque groupe s'affrontent lors d'un tournoi final, où chaque équipe affronte une seule fois les deux autres.
Les trois clubs participants au tournoi final montent en National 1A lors de la saison suivante alors que les deux derniers clubs de chaque groupe sont relégués en championnat interrégional.
Lors de l'exercice précédent, le CBOSL Football, l'AS Saint-Quentin FF et l'USO Bruay-la-Buissière ont été relégués après avoir fini aux trois dernières places de National 1A. L'ASSF Épinal, l'AS Grayan Nord-Medoc, le FC Soucy, le FC Valenciennes-Anzin, le FC Woippy, l'ES Nueil sur Layon et l'UO Albertville, ont quant à eux, gagné le droit d'évoluer dans ce championnat après avoir terminé aux premières places de leurs groupes de championnat interrégional.  
La compétition est remportée par le SC Schiltigheim qui est promu en compagnie du Celtic de Marseille et de l'ES Cormelles-le-Royal. Dans le bas du classement, le FC Woippy, le FOS Hem, l'AS Grièges-PdV, le FC Soucy, l'AS Grayan Nord-Medoc et l'ES Nueil sur Layon sont relégués en championnat interrégional.

## Participants
Ce tableau présente les trente équipes qualifiées pour disputer le championnat 1999-2000. On y trouve le nom des clubs, la date de création du club, l'année de la dernière accession à cette division, le nom des stades ainsi que la capacité de ces derniers.
Le championnat comprend trois groupes de dix équipes.
Légende des couleurs
- Relégué de National 1A.
- Promu de championnat interrégional.

| \| SC Schiltigheim Paris SG FCF Hénin-Beaumont US Compiègne AS Saint-Quentin USO Bruay-la-Buissière VGA Saint-Maur FC Valenciennes-Anzin FC Woippy FOS Hem \| Localisation des clubs engagés dans le groupe A. |
| SC Schiltigheim Paris SG FCF Hénin-Beaumont US Compiègne AS Saint-Quentin USO Bruay-la-Buissière VGA Saint-Maur FC Valenciennes-Anzin FC Woippy FOS Hem                                                        |

| Nom du club            | Date de création | Dernière accession | Classement 1998-1999 | Stade                  | Capacité |
| ---------------------- | ---------------- | ------------------ | -------------------- | ---------------------- | -------- |
| AS Saint-Quentin FF    | 1980             | 1999               | N1A                  | Stade Philippe Roth    | -        |
| USO Bruay-la-Buissière | 1977             | 1999               | N1A                  | Complexe Léo Lagrange  | -        |
| SC Schiltigheim        | -                | 1997               | 2 (Gr A)             | -                      | -        |
| Paris SG               | 1971             | 1995               | 3 (Gr A)             | Stade Georges Lefevre  | 3 500    |
| FCF Hénin-Beaumont     | 1972             | 1996               | 4 (Gr A)             | Stade Octave-Birembaut | 3 000    |
| US Compiègne           | 1988             | 1994               | 5 (Gr A)             | Stade de Mercières     | -        |
| VGA Saint-Maur         | 1968             | 1998               | 6 (Gr A)             | Stade Adolphe-Chéron   | -        |
| FOS Hem                | 1970             | 1997               | 7 (Gr A)             | -                      | -        |
| FC Valenciennes-Anzin  | -                | 1999               | CIR                  | -                      | -        |
| FC Woippy              | -                | 1999               | CIR                  | -                      | -        |

| \| Celtic de Marseille FCF Nord Allier Yzeure FCF Valence ES Vitrolles UFF Besançon FCF Monteux ASSF Épinal UO Albertville AS Grièges-PdV FC Soucy \| Localisation des clubs engagés dans le groupe B. |
| Celtic de Marseille FCF Nord Allier Yzeure FCF Valence ES Vitrolles UFF Besançon FCF Monteux ASSF Épinal UO Albertville AS Grièges-PdV FC Soucy                                                        |

| Nom du club            | Date de création | Dernière accession | Classement 1998-1999 | Stade                  | Capacité |
| ---------------------- | ---------------- | ------------------ | -------------------- | ---------------------- | -------- |
| Celtic de Marseille    | 1970             | 1998               | 3 (Gr B)             | Stade Saint-Menet      | -        |
| UFF Besançon           | -                | 1992               | 2 (Gr B)             | -                      | -        |
| ES Vitrolles           | -                | 1996               | 4 (Gr B)             | -                      | -        |
| FCF Valence            | -                | 1998               | 6 (Gr B)             | -                      | -        |
| FCF Monteux            | 1981             | 1997               | 7 (Gr B)             | Stade Bertier          | -        |
| AS Grièges-PdV         | -                | 1998               | 9 (Gr B)             | -                      | -        |
| FCF Nord Allier Yzeure | 1999             | 1999               | -                    | Stade de Bellevue      | 2 164    |
| ASSF Épinal            | 1978             | 1999               | CIR                  | Stade de la Colombière | -        |
| UO Albertville         | -                | 1999               | CIR                  | -                      | -        |
| FC Soucy               | -                | 1999               | CIR                  | -                      | -        |

| \| ES Cormelles-le-Royal FCF Condéen Tours EC ESTC Poitiers ASPTT Vannes ES Rochelaise SC Le Rheu CBOSL Football AS Grayan Nord-Medoc ES Nueil sur Layon \| Localisation des clubs engagés dans le groupe C. |
| ES Cormelles-le-Royal FCF Condéen Tours EC ESTC Poitiers ASPTT Vannes ES Rochelaise SC Le Rheu CBOSL Football AS Grayan Nord-Medoc ES Nueil sur Layon                                                        |

| Nom du club           | Date de création | Dernière accession | Classement 1998-1999 | Stade                               | Capacité |
| --------------------- | ---------------- | ------------------ | -------------------- | ----------------------------------- | -------- |
| CBOSL Football        | -                | 1999               | N1A                  | Stade de l'Arceau                   | -        |
| ES Cormelles-le-Royal | 1953             | 1992               | 2 (Gr C)             | Stade Municipal                     | -        |
| Tours EC              | -                | 1997               | 3 (Gr C)             | Stade de la Vallée du Cher (Annexe) | -        |
| ASPTT Vannes          | -                | 1994               | 4 (Gr C)             | -                                   | -        |
| SC Le Rheu            | -                | 1998               | 5 (Gr C)             | -                                   | -        |
| FCF Condéen           | 1978             | 1995               | 6 (Gr C)             | Stade Robert Gossart                | -        |
| ES Rochelaise         | -                | 1997               | 7 (Gr C)             | -                                   | -        |
| ESTC Poitiers         | 1970             | 1998               | 8 (Gr C)             | Stade Jean-Luc Gaboreau             | -        |
| AS Grayan Nord-Medoc  | -                | 1999               | CIR                  | -                                   | -        |
| ES Nueil sur Layon    | -                | 1999               | CIR                  | -                                   | -        |

## Compétition

### Classement
Le classement est calculé avec le barème de points suivant : une victoire vaut quatre points, le match nul deux et la défaite un.
Critères appliqués pour départager en cas d'égalité au classement :
1. classement aux points des matchs joués entre les clubs ex æquo ;
2. différence entre les buts marqués et les buts concédés par chacun d’eux au cours des matchs qui les ont opposés ;
3. différence entre les buts marqués et les buts concédés sur la totalité des matchs joués dans le championnat ;
4. plus grand nombre de buts marqués sur la totalité des matchs joués dans le championnat ;
5. en cas de nouvelle égalité, une rencontre supplémentaire aura lieu sur terrain neutre avec, éventuellement, l’épreuve des tirs au but.

Classement du Groupe A
| Rang | Équipe                   | Pts | J  | G  | N | P  | Bp | Bc | Diff |
| ---- | ------------------------ | --- | -- | -- | - | -- | -- | -- | ---- |
| 1    | SC Schiltigheim          | 62  | 18 | 13 | 5 | 0  | 54 | 8  | +46  |
| 2    | Paris SG                 | 61  | 18 | 14 | 1 | 3  | 49 | 13 | +36  |
| 3    | FCF Hénin-Beaumont       | 58  | 18 | 13 | 1 | 4  | 51 | 16 | +35  |
| 4    | US Compiègne             | 50  | 18 | 10 | 2 | 6  | 41 | 28 | +13  |
| 5    | AS Saint-Quentin FF R    | 44  | 18 | 7  | 5 | 6  | 40 | 34 | +6   |
| 6    | USO Bruay-la-Buissière R | 39  | 18 | 6  | 3 | 9  | 40 | 44 | -4   |
| 7    | VGA Saint-Maur           | 37  | 18 | 6  | 1 | 11 | 24 | 36 | -12  |
| 8    | FC Valenciennes-Anzin P  | 33  | 18 | 4  | 3 | 11 | 25 | 55 | -30  |
| 9    | FC Woippy P              | 26  | 18 | 1  | 5 | 12 | 18 | 64 | -46  |
| 10   | FOS Hem                  | 25  | 18 | 1  | 4 | 13 | 17 | 61 | -44  |

|  | Promu en National 1A et qualifié pour le tournoi final. |
|  | Relégué en championnat interrégional. |
|  | R Relégué de National 1A P Promu de championnat interrégional. Pts points ; G victoires ; N match nuls ; P défaites Bp buts marqués ; Bc buts encaissés ; Diff différence de buts |

Classement du Groupe B
| Rang | Équipe                 | Pts | J  | G  | N | P  | Bp | Bc | Diff |
| ---- | ---------------------- | --- | -- | -- | - | -- | -- | -- | ---- |
| 1    | Celtic de Marseille    | 66  | 18 | 15 | 3 | 0  | 61 | 15 | +46  |
| 2    | FCF Nord Allier Yzeure | 60  | 18 | 13 | 3 | 2  | 51 | 20 | +31  |
| 3    | FCF Valence            | 53  | 18 | 11 | 2 | 5  | 45 | 18 | +27  |
| 4    | ES Vitrolles           | 45  | 18 | 8  | 3 | 7  | 41 | 35 | +6   |
| 5    | UFF Besançon           | 44  | 18 | 8  | 2 | 8  | 44 | 34 | +10  |
| 6    | FCF Monteux            | 41  | 18 | 7  | 2 | 9  | 43 | 36 | +7   |
| 7    | ASSF Épinal P          | 40  | 18 | 6  | 4 | 8  | 42 | 46 | -4   |
| 8    | UO Albertville P       | 34  | 18 | 5  | 1 | 12 | 20 | 52 | -32  |
| 9    | AS Grièges-PdV         | 34  | 18 | 4  | 4 | 10 | 25 | 38 | -13  |
| 10   | FC Soucy P             | 20  | 18 | 0  | 2 | 16 | 20 | 98 | -78  |

|  | Promu en National 1A et qualifié pour le tournoi final. |
|  | Relégué en championnat interrégional. |
|  | R Relégué de National 1A P Promu de championnat interrégional. Pts points ; G victoires ; N match nuls ; P défaites Bp buts marqués ; Bc buts encaissés ; Diff différence de buts |

Classement du Groupe C
| Rang | Équipe                 | Pts | J  | G  | N | P  | Bp | Bc | Diff |
| ---- | ---------------------- | --- | -- | -- | - | -- | -- | -- | ---- |
| 1    | ES Cormelles-le-Royal  | 59  | 18 | 13 | 2 | 3  | 53 | 28 | +25  |
| 2    | FCF Condéen            | 57  | 18 | 12 | 3 | 3  | 52 | 25 | +27  |
| 3    | Tours EC               | 51  | 18 | 9  | 6 | 3  | 47 | 25 | +22  |
| 4    | ESTC Poitiers          | 43  | 18 | 6  | 7 | 5  | 34 | 28 | +6   |
| 5    | ASPTT Vannes           | 42  | 18 | 5  | 9 | 4  | 28 | 34 | -6   |
| 6    | ES Rochelaise          | 41  | 18 | 6  | 5 | 7  | 43 | 39 | +4   |
| 7    | SC Le Rheu             | 38  | 18 | 7  | 2 | 9  | 35 | 51 | -16  |
| 8    | CBOSL Football R       | 36  | 18 | 4  | 6 | 8  | 28 | 36 | -8   |
| 9    | AS Grayan Nord-Medoc P | 29  | 18 | 3  | 2 | 13 | 22 | 43 | -21  |
| 10   | ES Nueil sur Layon P   | 29  | 18 | 3  | 2 | 13 | 22 | 55 | -33  |

|  | Promu en National 1A et qualifié pour le tournoi final. |
|  | Relégué en championnat interrégional. |
|  | R Relégué de National 1A P Promu de championnat interrégional. Pts points ; G victoires ; N match nuls ; P défaites Bp buts marqués ; Bc buts encaissés ; Diff différence de buts |

### Résultats
Groupe A
| Résultats (▼dom., ►ext.)                                   | Bru | Com | Hem | Hén | PSG | S-M | S-Q | Sch | Val | Woi |
| USO Bruay-la-Buissière                                     |     | -   | -   | -   | -   | -   | -   | -   | -   | -   |
| US Compiègne                                               | -   |     | -   | -   | -   | -   | -   | -   | -   | -   |
| FOS Hem                                                    | -   | -   |     | -   | -   | -   | -   | -   | -   | -   |
| FCF Hénin-Beaumont                                         | -   | -   | -   |     | -   | -   | -   | -   | -   | -   |
| Paris SG                                                   | -   | -   | -   | -   |     | -   | -   | -   | -   | -   |
| VGA Saint-Maur                                             | -   | -   | -   | -   | -   |     | -   | -   | -   | -   |
| AS Saint-Quentin FF                                        | -   | -   | -   | -   | -   | -   |     | -   | -   | -   |
| SC Schiltigheim                                            | -   | -   | -   | -   | -   | -   | -   |     | -   | -   |
| FC Valenciennes-Anzin                                      | -   | -   | -   | -   | -   | -   | -   | -   |     | -   |
| FC Woippy                                                  | -   | -   | -   | -   | -   | -   | -   | -   | -   |     |
| - Victoire à domicile - Match nul - Victoire à l'extérieur |     |     |     |     |     |     |     |     |     |     |

Groupe B
Source : Championnat de France de D2 1999-2000 - Groupe B - Calendrier, sur rsssf.com
| Résultats (▼dom., ►ext.)                                   | Alb | Bes | Épi | Gri | Mar | Mon | Yze | Sou  | Val  | Vit |
| UO Albertville                                             |     | 0-4 | 2-3 | 1-0 | 2-5 | 2-1 | 0-1 | 7-2  | 0-3  | 0-4 |
| UFF Besançon                                               | 5-1 |     | 2-2 | 3-0 | 1-2 | 2-5 | 1-2 | 5-2  | 1-2  | 2-3 |
| ASSF Épinal                                                | 5-0 | 3-1 |     | 2-2 | 3-3 | 0-1 | 2-4 | 4-3  | 2-3  | 0-4 |
| AS Grièges-PdV                                             | 1-2 | 0-3 | 3-2 |     | 1-7 | 0-2 | 1-2 | 1-1  | 1-2  | 1-1 |
| Celtic de Marseille                                        | 5-0 | 3-0 | 4-1 | 1-1 |     | 4-1 | 4-1 | 5-0  | 0-0  | 3-2 |
| FCF Monteux                                                | 2-0 | 1-4 | 5-5 | 0-1 | 0-1 |     | 0-1 | 12-2 | 1-4  | 2-2 |
| FCF Nord Allier Yzeure                                     | 5-0 | 2-2 | 3-2 | 3-1 | 0-3 | 4-0 |     | 5-1  | 0-0  | 5-1 |
| FC Soucy                                                   | 1-1 | 0-3 | 2-3 | 2-7 | 2-7 | 0-4 | 0-9 |      | 1-10 | 1-3 |
| FCF Valence                                                | 4-0 | 5-1 | 2-0 | 0-2 | 0-1 | 4-2 | 0-2 | 5-0  |      | 1-2 |
| ES Vitrolles                                               | 1-2 | 1-4 | 2-3 | 4-2 | 0-3 | 0-4 | 2-2 | 7-0  | 2-0  |     |
| - Victoire à domicile - Match nul - Victoire à l'extérieur |     |     |     |     |     |     |     |      |      |     |

Groupe C
| Résultats (▼dom., ►ext.)                                   | CBO | Con | Cor | Gra | Roc | LeR | Nue | Poi | Tou | Van |
| CBOSL Football                                             |     | -   | -   | -   | -   | -   | -   | -   | -   | -   |
| FCF Condéen                                                | -   |     | -   | -   | -   | -   | -   | -   | -   | -   |
| ES Cormelles-le-Royal                                      | -   | -   |     | -   | -   | -   | -   | -   | -   | -   |
| AS Grayan Nord-Medoc                                       | -   | -   | -   |     | -   | -   | -   | -   | -   | -   |
| ES Rochelaise                                              | -   | -   | -   | -   |     | -   | -   | -   | -   | -   |
| SC Le Rheu                                                 | -   | -   | -   | -   | -   |     | -   | -   | -   | -   |
| ES Nueil sur Layon                                         | -   | -   | -   | -   | -   | -   |     | -   | -   | -   |
| ESTC Poitiers                                              | -   | -   | -   | -   | -   | -   | -   |     | -   | -   |
| Tours EC                                                   | -   | -   | -   | -   | -   | -   | -   | -   |     | -   |
| ASPTT Vannes                                               | -   | -   | -   | -   | -   | -   | -   | -   | -   |     |
| - Victoire à domicile - Match nul - Victoire à l'extérieur |     |     |     |     |     |     |     |     |     |     |

### Tournoi final
Le tournoi final du championnat oppose les meilleures équipes de chaque groupe lors d'un mini-tournoi à trois. Les équipes affrontent une seule fois leurs deux adversaires selon un calendrier tiré aléatoirement. 
Le classement est calculé avec le barème de points suivant : une victoire vaut quatre points, le match nul deux en cas de victoire aux tirs au but et un en cas de défaite et la défaite zéro.
Critères de départage en cas d'égalité au classement :
1. classement aux points des matchs joués entre les clubs ex æquo ;
2. différence entre les buts marqués et les buts concédés par chacun d’eux au cours des matchs qui les ont opposés ;
3. différence entre les buts marqués et les buts concédés sur la totalité des matchs joués dans le championnat ;
4. plus grand nombre de buts marqués sur la totalité des matchs joués dans le championnat ;
5. en cas de nouvelle égalité, une rencontre supplémentaire aura lieu sur terrain neutre avec, éventuellement, l’épreuve des tirs au but.

Classement
| Rang | Équipe                | Pts | J | G | N | P | Bp | Bc | Diff |
| ---- | --------------------- | --- | - | - | - | - | -- | -- | ---- |
| 1    | SC Schiltigheim       | 8   | 2 | 2 | 0 | 0 | 10 | 3  | +7   |
| 2    | ES Cormelles-le-Royal | 5   | 2 | 1 | 0 | 1 | 6  | 6  | 0    |
| 3    | Celtic de Marseille   | 2   | 2 | 0 | 0 | 2 | 6  | 13 | -7   |

|  | Pts points ; G victoires ; N match nuls ; P défaites Bp buts marqués ; Bc buts encaissés ; Diff différence de buts |

Résultats
| 1re journée | 1re journée           | 1re journée | 1re journée           |
| Date        | Club                  | Score       | Club                  |
| ----------- | --------------------- | ----------- | --------------------- |
| 04/06/2000  | Celtic de Marseille   | 2-8         | SC Schiltigheim       |
| 2e journée  |                       |             |                       |
| Date        | Club                  | Score       | Club                  |
| 11/06/2000  | ES Cormelles-le-Royal | 5-4         | Celtic de Marseille   |
| 3e journée  |                       |             |                       |
| Date        | Club                  | Score       | Club                  |
| 18/06/2000  | SC Schiltigheim       | 2-1         | ES Cormelles-le-Royal |

## Bilan de la saison
| Championnat de France féminin de football de deuxième division 1999-2000 |                             |
| Champion                                                                 | SC Schiltigheim (1er titre) |
| Promotions et relégations                                                |                             |
| Promus en National 1A                                                    | SC Schiltigheim             |
| Promus en National 1A                                                    | ES Cormelles-le-Royal       |
| Promus en National 1A                                                    | Celtic de Marseille         |
| Relégués en National 1B                                                  | Caluire SCSC                |
| Relégués en National 1B                                                  | FC Félines Saint-Cyr        |
| Relégués en National 1B                                                  | US Orléans                  |